# Synteza filozoficzna
Synteza filozoficzna jest to próba ujęcia całości ludzkiej wiedzy dokonywana z perspektywy jakiegoś, uprzednio przyjętego aksjomatu lub (niewielkiej liczby) aksjomatów (np. system Hegla). Pojęcie bliskie znaczeniowo pojęciu system filozoficzny i konstruktywizm.